# Rajd Argentyny 1996
Rezultaty Rajdu Argentyny (16. Rally Argentina), eliminacji Rajdowych Mistrzostw Świata w 1996 roku, który odbył się w dniach 4-6 lipca. Była to piąta runda czempionatu w tamtym roku. Bazą rajdu było miasto Cordoba.

## Wyniki końcowe rajdu
| Msc.                   | Kierowca               | Pilot                  | Samochód                  | Czas                   | Strata                 | Grupa                  | Punkty                 |
| Klasyfikacja generalna | Klasyfikacja generalna | Klasyfikacja generalna | Klasyfikacja generalna    | Klasyfikacja generalna | Klasyfikacja generalna | Klasyfikacja generalna | Klasyfikacja generalna |
| ---------------------- | ---------------------- | ---------------------- | ------------------------- | ---------------------- | ---------------------- | ---------------------- | ---------------------- |
| 1                      | Tommi Mäkinen          | Seppo Harjanne         | Mitsubishi Lancer Evo III | 5:48.42                | 0.0                    | A8 M                   | 20                     |
| 2.                     | Carlos Sainz           | Luis Moya              | Ford Escort RS Cosworth   | 5:50.17                | +1.35                  | A8 M                   | 15                     |
| 3.                     | Kenneth Eriksson       | Staffan Parmander      | Subaru Impreza 555        | 5:53.21                | +4.39                  | A8 M                   | 12                     |
| 4.                     | Richard Burns          | Robert Reid            | Mitsubishi Lancer Evo III | 5:56.43                | +8.01                  | A8 M                   | 10                     |
| 5.                     | Bruno Thiry            | Stéphane Prévot        | Ford Escort RS Cosworth   | 5:57.07                | +8.25                  | A8 M                   | 8                      |
| 6.                     | Gilberto Pianezzola    | Loris Roggia           | Toyota Celica GT-Four     | 6:02.59                | +14.17                 | A8                     | 6                      |
| 7.                     | Piero Liatti           | Fabrizia Pons          | Subaru Impreza 555        | 6:04.03                | +15.21                 | A8 M                   | 4                      |
| 8.                     | Rui Madeira            | Nuno da Silva          | Toyota Celica GT-Four     | 6:05.09                | +16.27                 | A8                     | 3                      |
| 9.                     | Patrick Bernardini     | Cathy François         | Ford Escort RS Cosworth   | 6:09.20                | +20.38                 | A8                     | 2                      |
| 10.                    | Uwe Nittel             | Tina Thörner           | Mitsubishi Lancer Evo III | 6:14.26                | +25.44                 | N4 M                   | 1                      |
| PWRC                   |                        |                        |                           |                        |                        |                        |                        |
| 1. (10.)               | Uwe Nittel             | Christina Thörner      | Mitsubishi Lancer Evo III | 6:14:26                | 0.0                    | N4 M                   |                        |
| 2. (13.)               | Gustavo Trelles        | Jorge Del Buono        | Mitsubishi Lancer Evo III | 6:16:39                | +2:13                  | N4                     |                        |
| 3. (18.)               | Daniel Preto           | Ricardo Kember         | Mitsubishi Lancer Evo     | 6:31:53                | +17:27                 | N4                     |                        |
| 2L WRC                 |                        |                        |                           |                        |                        |                        |                        |
| 1. (14.)               | Gabriel Raies          | José María Volta       | Renault Clio Williams     | 6:25:28                | 0.0                    | A7                     |                        |
| 2. (15.)               | Walter Suriani         | Raúl Rosso             | Renault Clio Williams     | 6:26:19                | +0.51                  | A7                     |                        |
| 3. (16.)               | Emil Triner            | Pavel Štanc            | Škoda Felicia Kit Car     | 6:28:26                | +2:58                  | A6                     |                        |

1. ↑  Litera M przy oznaczeniu grupy do której należy samochód oznacza, iż tylko ci kierowcy zdobywali punkty dla swoich zespołów liczonych w klasyfikacji producentów na koniec sezonu.

## Klasyfikacja po 5 rundach
Tabele przedstawiają tylko pięć pierwszych miejsc.

### Kierowcy
| Lp. | Kierowca         | Pkt |
| --- | ---------------- | --- |
| 1   | Tommi Makinen    | 75  |
| 2   | Carlos Sainz     | 62  |
| 3   | Kenneth Eriksson | 43  |
| 4   | Colin McRae      | 42  |
| 5   | Piero Liatti     | 37  |

### Producenci
| Lp. | Producent           | Pkt |
| --- | ------------------- | --- |
| 1   | 555 Subaru WRT      | 216 |
| 2   | Mitsubishi Ralliart | 194 |
| 3   | Ford Motor Co. Ltd. | 175 |